# 4019 Klavetter
4019 Klavetter este un asteroid din centura principală, descoperit pe 1 martie 1981 de Schelte Bus.